# Kaulla (Unternehmerfamilie)
Die Familie Kaulla war eine deutsch-jüdische Hoffaktoren- und Bankiersfamilie.

## Geschichte

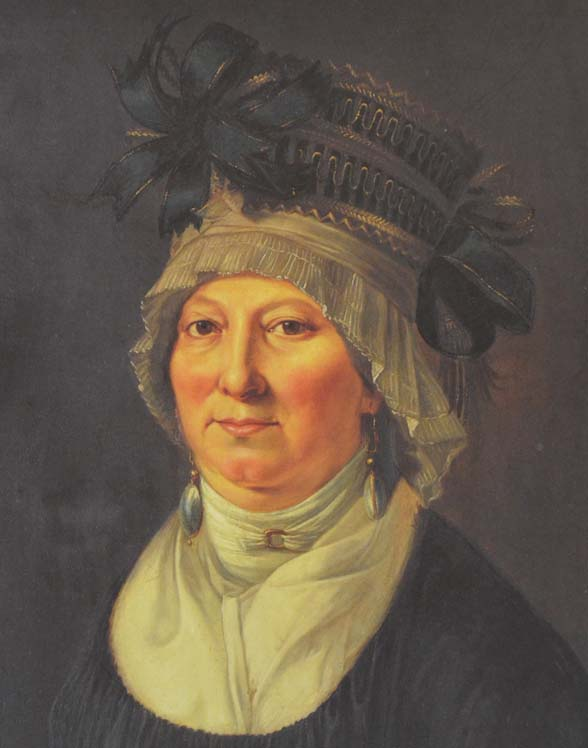
C. Berger: Madame Kaulla (1805), Landesmuseum Württemberg.

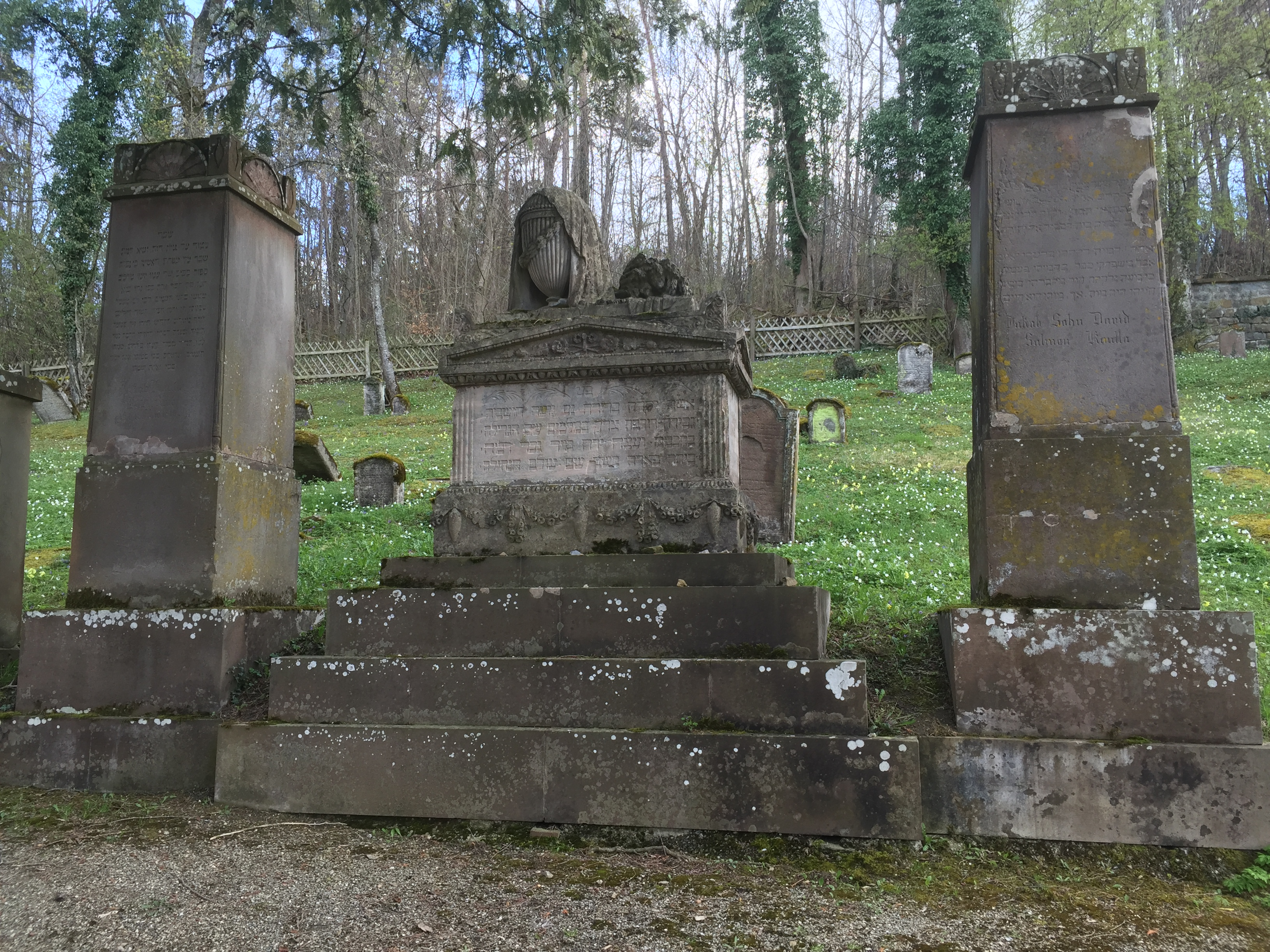
Grabdenkmal von Karoline Kaulla, ihrem Mann Akiba (Liefe) Auerbach und ihrem jüngeren Bruder Jacob Raphael Kaulla auf dem Jüdischen Friedhof in Hechingen

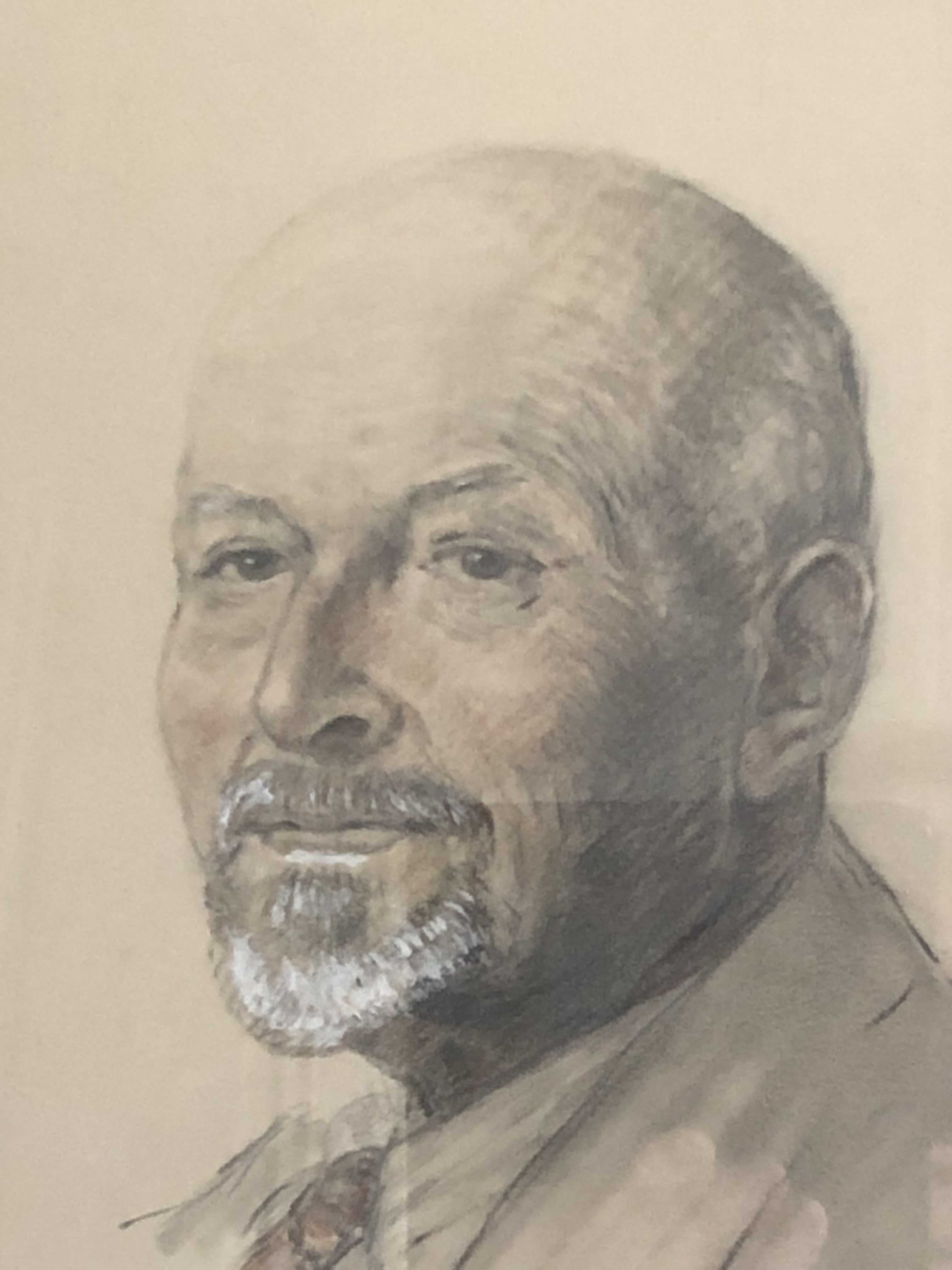
Zeichnung von Rudolf Kaulla

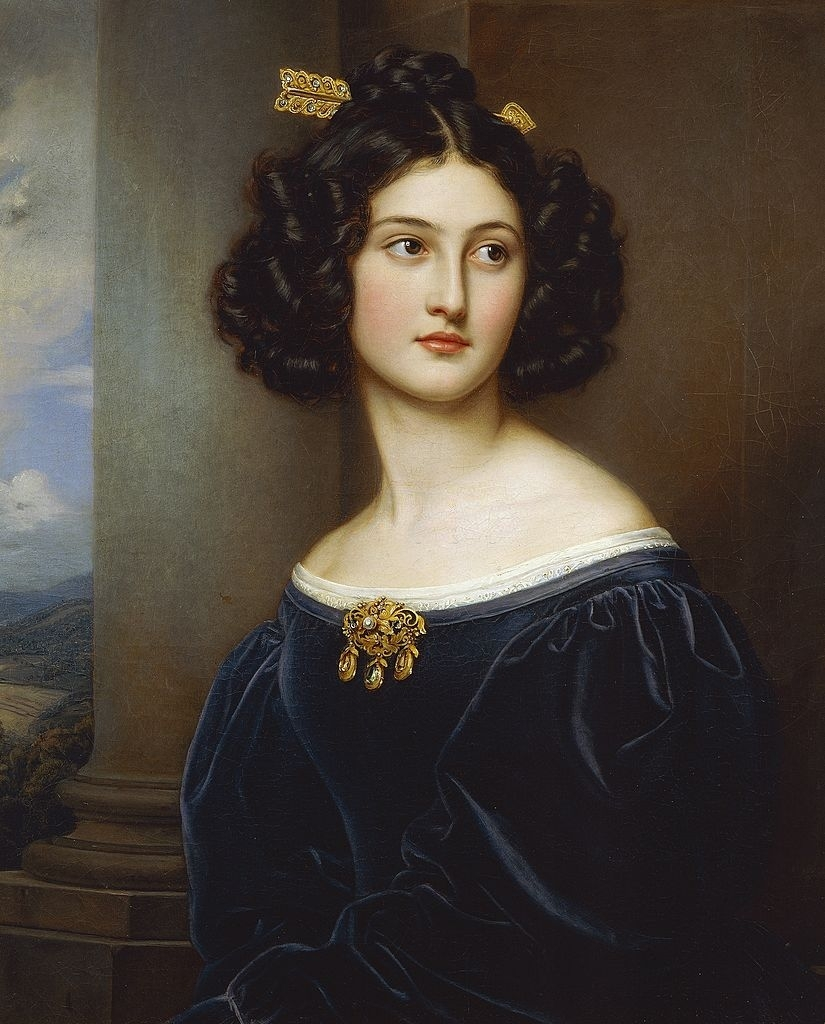
Nanette Kaulla (17 Jahre alt), gemalt von Joseph Karl Stieler 1829 für die Schönheitengalerie in München

Die Stammmutter der Familie war Karoline Kaulla, geborene Raphael (1739–1809). Bekannt wurde sie vor allem unter dem Namen „Madame Kaulla“, wobei „Kaulla“ die eingedeutschte Version ihres jüdischen Vornamens „Chaile“ war. Karoline Kaulla war zu ihrer Zeit eine der größten Hoffaktoren und galt als die reichste Frau im Deutschen Reich. Bereits in der zeitgenössischen Wahrnehmung galt Karoline Kaulla als so erfolgreich und angesehen, dass auch ihre Brüder und Kinder ihren Vornamen als Familiennamen annahmen.
1802 gründeten Karoline Kaulla und ihr jüngerer Bruder Jacob Raphael Kaulla in Stuttgart das erste Bankhaus, „M. & J. Kaulla“. Das „M“ stand für „Madame“. Herzog (ab 1806 König) Friedrich Wilhelm Karl von Württemberg beteiligte sich mit 50 % an dem 150.000 Taler betragenden Startkapital der Bank. Aufgabe dieser Hofbank war nicht nur die Abwicklung der königlichen Geldgeschäfte, sondern auch die Gewährung von Darlehen für Unternehmensgründungen. 1805 in „Königlich Württembergische Hofbank“ umbenannt, blieb dieses Institut unter gleichbleibender Beteiligung des Königs eine halbstaatliche Privatbank. Diese Bank wurde bis 1915 von Mitgliedern der Familie Kaulla geleitet. Sie wurde 1922 von der Württembergischen Vereinsbank übernommen und ging 1924 mit dieser in der Deutschen Bank auf.
Nicht weniger als fünf Mitglieder der Familie Kaulla, alle jüdischen Glaubens, erhielten im Verlauf des 19. Jahrhunderts aufgrund ihrer Verdienste um das Königreich Württemberg den württembergischen Personaladel, darunter drei der vier Mitglieder der Familie Kaulla, die als Direktoren der Königlich Württembergische Hofbank fungierten. Aber nur ein Mitglied der Familie Kaulla, Joseph Wolf Kaulla (seit 1841 von Kaulla), erhielt den Erbadel, allerdings nicht in Württemberg, sondern im benachbarten Fürstentum Hohenzollern-Hechingen.
Zwar lebten einige Mitglieder der Familie Kaulla in Berlin, Darmstadt, London, Mailand, München, Straßburg und Wien, die meisten Familienmitglieder blieben jedoch Stuttgart und dem Königreich Württemberg verbunden.

## Stammbaum (vereinfacht)
- Isak Raphael, Hoffaktor in Buchau, Haigerloch und Hechingen, verheiratet mit Rebekka Wassermann (?–1797)
  - Karoline Kaulla (genannt „Madam Kaulla“, 1739–1809), Hoffaktorin in Hechingen, Mitinhaberin des Großhandelshauses „Kaulla & Cie.“ und Mitbegründerin der „Königlich Württembergischen Hofbank“ in Stuttgart, 1857 verheiratet mit dem Gelehrten Akiba (Liefe) Auerbach (1733–1812), Stifterin u. a. eines Heims für obdachlose Juden, einer Talmudschule und einer Bibliothek für die jüdischen Gemeinde in Hechingen
    - Mayer Kaulla (1757–1823), Hofagent und Bankier in Hechingen, später Stuttgart
      - Salomon Mayer Kaulla (1789–1864), Bankier und Vorsteher der jüdischen Gemeinde in Stuttgart
        - Max Kaulla (1829–1906), Dr. jur., Rechtsanwalt und Vorstand der jüdischen Gemeinde in Stuttgart, verheiratet mit Jeanette Goldschmidt
          - Lucie Lea Kaulla (1864–1955), verheiratet mit Georges (Gabriel) Siegmund Warburg (1871–1923), Mitglied der deutsch-jüdischen Bankiersfamilie Warburg, Mitinhaber des Hamburger Bankhauses M. M. Warburg & Co. und Besitzer des Rittergut Uhenfels bei Bad Urach, Eltern von Sir Siegmund George Warburg (1902–1982), Bankier, Gründer der britischen Investmentbank „S. G. Warburg & Co.“
          - Rudolf Benedikt Kaulla (1872–1954), Dr. jur. u. Dr. oec. publ., Professor der Nationalökonomie und Finanzwissenschaft an der TH Stuttgart (bis 1934) und Teilhaber des Bankhauses Jacob S.H. Stern in Frankfurt am Main

        - Albert von Kaulla (1833–1899), seit 1887 Direktor der „Königlich Württembergischen Hofbank“ in Stuttgart, geheimer Hofrat und britischer Konsul in Stuttgart, 1892 Verleihung des württembergischen Personaladels
          - Otto Kaulla (1866–1955), Amtsrichter in Heilbronn
            - Elsbeth Kaulla (1902–1993), verheiratet mit Fritz Ernst Oppenheimer (1898–1968), Dr. jur., Rechtsanwalt in Berlin und London, Rechtsberater des US-amerikanischen Außenministeriums

      - Raphael Mayer Kaulla (1803–1871), k.k. privater Großhändler, Prokurist und Gesellschafter der Firma „M.L. Biedermann & Comp.“ in Wien, verheiratet mit Betty (Babette) Biedermann (1805–1855), Tochter von Michael Lazar Biedermann (1769–1843), Großhändler, K.k. Hofjuwelier, Bankier und Fabrikant

    - Wolf von Kaulla (1758–1841), kaiserlicher Rat und württembergischer Hofbankier, 1814 Verleihung des württembergischen Personaladels,
      - Joseph Wolf von Kaulla (1805–1876), Bankier und Großhändler in Stuttgart und München, 1841 erblicher Adel des Fürstentums Hohenzollern-Hechingen, Besitzer des Ritterguts Illereichen
        - Theodor von Kaulla (1833–1900), k.k. österreichischer Rittmeister, evangelisch getauft, bis 1884 Besitzer des Ritterguts Illereichen
          - Erwin Theodor von Kaulla (1877–1956), verheiratet mit Toska von Bake (1884–1970), einer Tochter des preußischen Beamten Alfred von Bake (1854–1934)
            - Guido von Kaulla (1909–1991), Schauspieler, Buch- und Drehbuchautor

          - Lucie von Kaulla (1840–1891?), Geliebte des französischen Général de division und Staatsmanns Ernest Courtot de Cissey (1810–1882) und angeblich Spionin des Deutschen Reichs

      - Friedrich Salomon Kaulla (1807–1895), u. a. Ritter des Königlich württembergischen Kronordens, seit 1851 Besitzer des „Ritterguts Oberdischingen“.

    - Raphael Kaulla (1763–1828), königlich württembergischer und bayrischer Hofbankier, Hofagent in München
      - Nanette Kaulla (1812–1876), ihr Bild ist Teil der „Schönheitengalerie“ von König Ludwig I., verheiratet mit Salomon Joseph Heine (1803–1863), Bankier in Hamburg, später Großkaufmann in München

  - Jacob Raphael Kaulla (1750–1810), Mitbegründer der „Königlich Württembergischen Hofbank“ in Stuttgart, kaiserlicher Hoffaktor und württembergischer Hofbankier, verheiratet mit seiner Nichte Michel Kaulla (1761–1822), Tochter von Jacob Raphael Kaullas Schwester Karoline Kaulla
    - Henriette Kaulla (1786–1812), verheiratet mit Marx b. Ezechiel Pfeiffer (1786–1842), württembergischer Hofrat und Bankier in Stuttgart
    - Salomon Jakob Kaulla (1795–1881), königlich württembergischer und königlich bayrischer Hofagent, Hofbankier in Stuttgart, 1825 Mitbegründer der ersten Synagoge in Stuttgart
      - Maximilian Salomon Kaulla (1816–82), Bankier in Stuttgart, dann in Mailand

  - Hirsch Raphael Kaulla (1756–1798), Hofagent und Handelsmann in Darmstadt
    - Nathan Wolf Kaulla (1785–1838), Hofbankier und Teilhaber der „Königlich Württembergischen Hofbank“ in Stuttgart, Hoffaktor, königlich württembergischer Kommerzienrat, 1825 Mitbegründer der ersten Synagoge in Stuttgart
      - Leopold von Kaulla (1813–1886), Rechtsanwalt und Obertribunal-Prokurator, Teilhaber und seit 1872 Direktor der „Königlich Württembergischen Hofbank“ in Stuttgart, geheimer Hofrat, 1878 Verleihung des württembergischen Personaladels
        - Eduard Kaulla (1858–1915), seit 1899 Direktor der „Königlich Württembergischen Hofbank“ in Stuttgart
          - Edith Alice Sybille Kaulla (1890–1931), verheiratet mit Oskar Adolf von Rosenberg (1878–1939), Eltern von Alexis von Rosenberg, Baron de Redé (1922–2004)

      - Rudolf (Raphael) von Kaulla (1814–72), Teilhaber und seit 1857 Direktor der „Königlich Württembergischen Hofbank“ in Stuttgart, geheimer Hofrat, 1852 Verleihung des württembergischen Personaladels
      - Hannchen (Johanna) Kaulla (1820–1894), verheiratet mit Joseph Carl Theodor Wolfskehl, Bankier in Darmstadt

    - Bonem (Benjamin) Kaulla, Wachslichterfabrikant in Bessungen bei Darmstadt
      - Georges Hermann Kaulla (1858–1915), Dr. med., Arzt in Straßburg im Elsaß, verheiratet mit Clarisse Pfeiffer (1826–1889), Tochter des Bankiers Marx Mordechai Pfeiffer (1786–1842), Schwester des Stuttgarter Philanthropen und Geheimen Hofrats Ernst Ezechiel Pfeiffer (1831–1904) und des Bankiers und Sozialreformers Eduard Pfeiffer (1835–1921)
        - Alfred Lucien von Kaulla (1852–1924), Direktor der „Württembergischen Vereinsbank“ in Stuttgart, gab den entscheidenden Anstoß zur Gründung der „Anatolischen Eisenbahngesellschaft“, 1893 Verleihung des württembergischen Personaladels

    - Salomon Hirsch Kaulla (1792–1858), Kaufmann in München
      - Hermann Hirsch Kaulla (1821–1876), Bankier in München, verheiratet mit der Sängerin und Gesangspädagogin Emilie Isabella Kaulla (1833–1912), Schwester der Literaturdozentin, Kritikerin und Schriftstellerin Anna Ettlinger (1841–1934)